# Beauharnois (circonscription provinciale)
Pour l’article homonyme, voir Beauharnois.
Circonscription électorale provinciale du Canada
Beauharnois est une circonscription électorale provinciale du Québec. 

## Historique
Elle a été créée en 1829, en tant que district de Beauharnois de la Chambre d'assemblée du Bas-Canada, a continué en 1841 en tant que district électoral de l'Assemblée législative de la province du Canada et en 1867 en tant que district électoral de l'Assemblée législative du Québec jusqu'en 1988 où la circonscription de Beauharnois a été répartie de 1988 à 2001 dans Beauharnois-Huntingdon et Salaberry-Soulanges. En 2001, Beauharnois est recréée. Ses limites sont inchangées à la suite de la réforme de la carte électorale de 2011 et de celle de 2017.

## Territoire et limites
La circonscription de Beauharnois est située dans la région de la Montérégie. Elle s'étend sur 429,61 km2. Elle comprend les municipalités suivantes, toutes dans la municipalité régionale de comté de Beauharnois-Salaberry :
- Beauharnois[5]
- Saint-Étienne-de-Beauharnois[6]
- Saint-Louis-de-Gonzague[7]
- Saint-Stanislas-de-Kostka[7]
- Salaberry-de-Valleyfield[5]

## Liste des députés

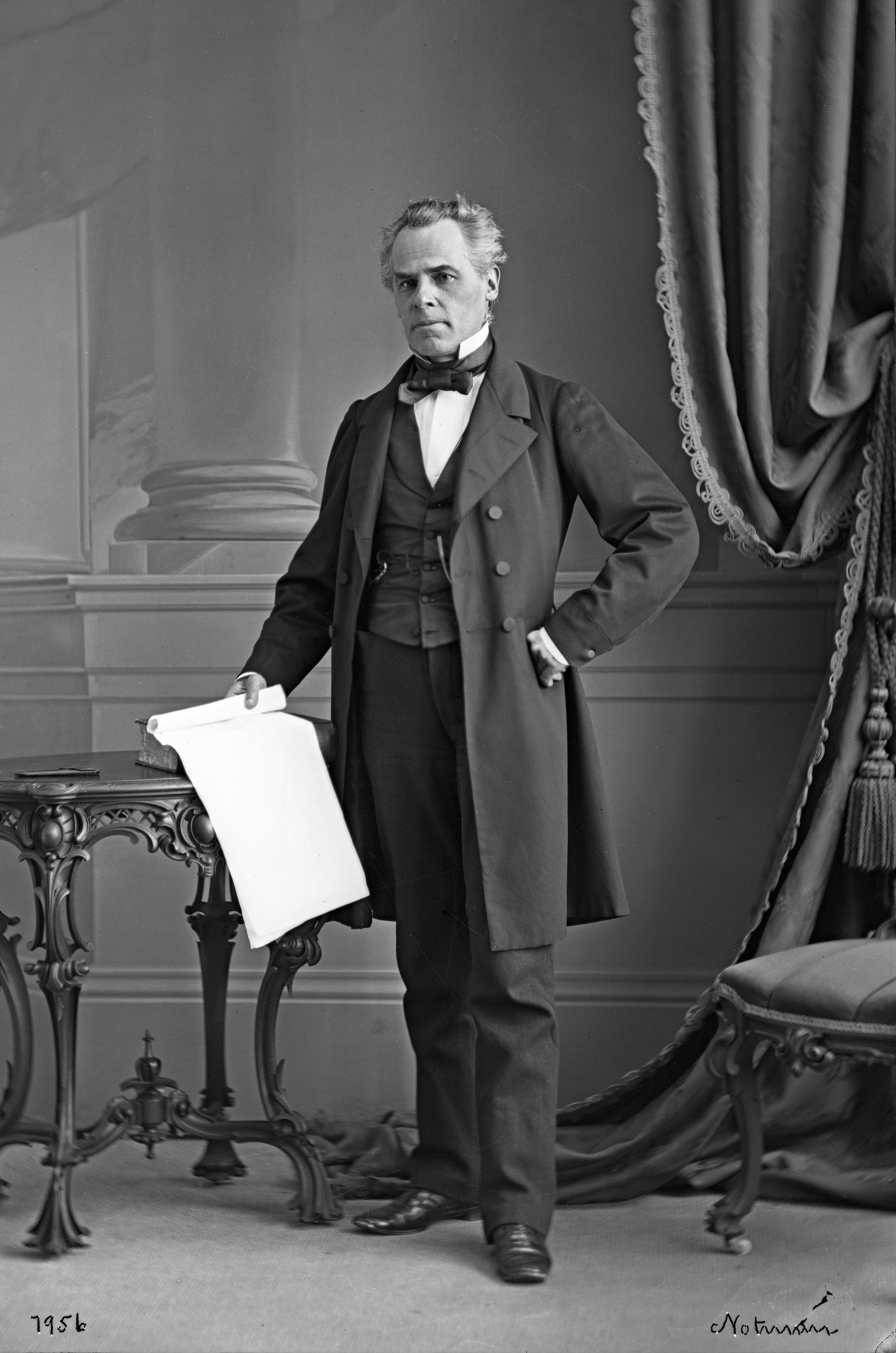
George-Etienne Cartier a été député de 1871 à 1873 pour le Parti conservateur du Québec

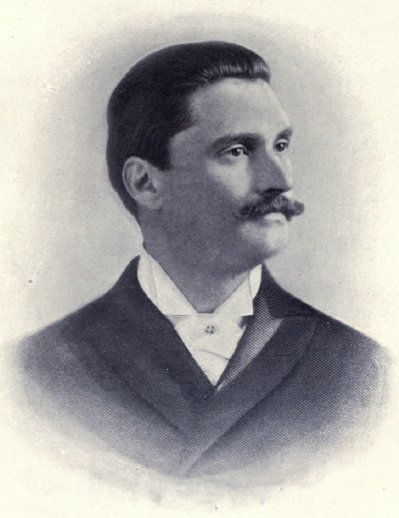
Achille Bergevin a été député de 1900 à 1908 ainsi que de 1919 à 1923 pour le Parti libéral du Québec

| Années                                   | Années      | Député                 | Parti            |
| ---------------------------------------- | ----------- | ---------------------- | ---------------- |
|                                          | 1867 - 1871 | Célestin Bergevin      | Conservateur     |
|                                          | 1871 - 1873 | George-Étienne Cartier | Conservateur     |
|                                          | 1873 - 1875 | Élie-Hercule Bisson    | Libéral          |
|                                          | 1875 - 1878 | Élie-Hercule Bisson    | Libéral          |
|                                          | 1878 - 1881 | Célestin Bergevin      | Conservateur     |
|                                          | 1881 - 1886 | Célestin Bergevin      | Conservateur     |
|                                          | 1886 - 1890 | Élie-Hercule Bisson    | Libéral          |
|                                          | 1890 - 1892 | Élie-Hercule Bisson    | Libéral          |
|                                          | 1892        | Moïse Plante           | Conservateur     |
|                                          | 1892 - 1897 | Élie-Hercule Bisson    | Libéral          |
|                                          | 1897 - 1898 | Élie-Hercule Bisson    | Libéral          |
|                                          | 1898 - 1900 | Arthur Plante          | Conservateur     |
|                                          | 1900 - 1904 | Achille Bergevin       | Libéral          |
|                                          | 1904 - 1908 | Achille Bergevin       | Libéral          |
|                                          | 1908 - 1912 | Arthur Plante          | Conservateur     |
|                                          | 1912 - 1916 | Edmund Arthur Robert   | Libéral          |
|                                          | 1916 - 1919 | Edmund Arthur Robert   | Libéral          |
|                                          | 1919 - 1923 | Achille Bergevin       | Libéral          |
|                                          | 1923 - 1927 | Arthur Plante          | Conservateur     |
|                                          | 1927 - 1931 | Louis-Joseph Papineau  | Libéral          |
|                                          | 1931 - 1935 | Gontran Saintonge      | Libéral          |
|                                          | 1935 - 1936 | Delpha Sauvé           | Conservateur     |
|                                          | 1936 - 1939 | Delpha Sauvé           | Union nationale  |
|                                          | 1939 - 1944 | Delpha Sauvé           | Union nationale  |
|                                          | 1944 - 1948 | Albert Lemieux         | Bloc populaire   |
|                                          | 1948 - 1952 | Edgar Hébert           | Union nationale  |
|                                          | 1952 - 1956 | Edgar Hébert           | Union nationale  |
|                                          | 1956 - 1960 | Edgar Hébert           | Union nationale  |
|                                          | 1960 - 1962 | Edgar Hébert           | Union nationale  |
|                                          | 1962 - 1966 | Gérard Cadieux         | Libéral          |
|                                          | 1966 - 1970 | Gérard Cadieux         | Libéral          |
|                                          | 1970 - 1973 | Gérard Cadieux         | Libéral          |
|                                          | 1973 - 1976 | Gérard Cadieux         | Libéral          |
|                                          | 1976 - 1981 | Laurent Lavigne        | Parti québécois  |
|                                          | 1981 - 1985 | Laurent Lavigne        | Parti québécois  |
|                                          | 1985 - 1989 | Serge Marcil           | Libéral          |
| De 1989 à 2003, voir Salaberry-Soulanges |             |                        |                  |
|                                          | 2003 - 2007 | Serge Deslières        | Parti québécois  |
|                                          | 2007 - 2008 | Serge Deslières        | Parti québécois  |
|                                          | 2008 - 2012 | Guy Leclair            | Parti québécois  |
|                                          | 2012 - 2014 | Guy Leclair            | Parti québécois  |
|                                          | 2014 - 2018 | Guy Leclair            | Parti québécois  |
|                                          | 2018 - 2022 | Claude Reid            | Coalition avenir |
|                                          | 2022 - ...  | Claude Reid            | Coalition avenir |

Légende: Les années en italiques indiquent les élections partielles.

## Résultats électoraux
|                                                                                               | Nom                   | Parti            | Nombre de voix | %      | Maj.   |
| --------------------------------------------------------------------------------------------- | --------------------- | ---------------- | -------------- | ------ | ------ |
|                                                                                               | Claude Reid (sortant) | Coalition avenir | 17 882         | 53,8 % | 12 242 |
|                                                                                               | Claudine Desforges    | Parti québécois  | 5 640          | 17 %   | -      |
|                                                                                               | Emilie Poirier        | Québec solidaire | 4 299          | 12,9 % | -      |
|                                                                                               | Chantal Dauphinais    | Conservateur     | 3 112          | 9,4 %  | -      |
|                                                                                               | Marc Blanchard        | Libéral          | 1 940          | 5,8 %  | -      |
|                                                                                               | Hélène Savard         | Vert             | 243            | 0,7 %  | -      |
|                                                                                               | Mathieu Taillefer     | Climat Québec    | 136            | 0,4 %  | -      |
| Total                                                                                         | Total                 | Total            | 33 252         | 100 %  |        |
| Le taux de participation lors de l'élection était de 66,3 % et 530 bulletins ont été rejetés. |                       |                  |                |        |        |

|                                                                                               | Nom                 | Parti               | Nombre de voix | %      | Maj.  |
| --------------------------------------------------------------------------------------------- | ------------------- | ------------------- | -------------- | ------ | ----- |
|                                                                                               | Claude Reid         | Coalition avenir    | 14 947         | 46,7 % | 7 952 |
|                                                                                               | Mireille Théorêt    | Parti québécois     | 6 995          | 21,9 % | -     |
|                                                                                               | Pierre-Paul St-Onge | Québec solidaire    | 4 816          | 15 %   | -     |
|                                                                                               | Félix Rhéaume       | Libéral             | 4 069          | 12,7 % | -     |
|                                                                                               | François Mantion    | NPD Québec          | 459            | 1,4 %  | -     |
|                                                                                               | Tommy Mathieu       | Citoyens au pouvoir | 429            | 1,3 %  | -     |
|                                                                                               | Yannick Campeau     | Conservateur        | 288            | 0,9 %  | -     |
| Total                                                                                         | Total               | Total               | 32 003         | 100 %  |       |
| Le taux de participation lors de l'élection était de 68,6 % et 706 bulletins ont été rejetés. |                     |                     |                |        |       |

|                                                                                             | Nom                   | Parti            | Nombre de voix | %      | Maj.  |
| ------------------------------------------------------------------------------------------- | --------------------- | ---------------- | -------------- | ------ | ----- |
|                                                                                             | Guy Leclair (sortant) | Parti québécois  | 11 891         | 38,8 % | 3 290 |
|                                                                                             | Lyse Lemieux          | Libéral          | 8 601          | 28,1 % | -     |
|                                                                                             | Claude Moreau         | Coalition avenir | 7 035          | 23 %   | -     |
|                                                                                             | Pierre-Paul St-Onge   | Québec solidaire | 2 106          | 6,9 %  | -     |
|                                                                                             | Julie De Bellefeuille | Conservateur     | 337            | 1,1 %  | -     |
|                                                                                             | Victoria Haliburton   | Vert             | 278            | 0,9 %  | -     |
|                                                                                             | Florence Rousseau     | Option nationale | 183            | 0,6 %  | -     |
|                                                                                             | Sylvain Larocque      | Indépendant      | 111            | 0,4 %  | -     |
|                                                                                             | Yves de Repentigny    | Parti équitable  | 78             | 0,3 %  | -     |
| Total                                                                                       | Total                 | Total            | 30 620         | 100 %  |       |
| Le taux de participation lors de l'élection était de 68 % et 645 bulletins ont été rejetés. |                       |                  |                |        |       |

|                                                                                               | Nom                       | Parti            | Nombre de voix | %      | Maj.  |
| --------------------------------------------------------------------------------------------- | ------------------------- | ---------------- | -------------- | ------ | ----- |
|                                                                                               | Guy Leclair (sortant)     | Parti québécois  | 15 117         | 45,2 % | 6 518 |
|                                                                                               | Michel Drouin             | Coalition avenir | 8 599          | 25,7 % | -     |
|                                                                                               | Lyse Lemieux              | Libéral          | 6 861          | 20,5 % | -     |
|                                                                                               | Pierre-Paul St-Onge       | Québec solidaire | 1 328          | 4 %    | -     |
|                                                                                               | Jérémie Poupart Montpetit | Option nationale | 515            | 1,5 %  | -     |
|                                                                                               | Bruno Auclair             | Vert             | 512            | 1,5 %  | -     |
|                                                                                               | Matthieu Bonin            | Indépendant      | 269            | 0,8 %  | -     |
|                                                                                               | Lynne Mimeault            | Conservateur     | 188            | 0,6 %  | -     |
|                                                                                               | Sylvain Larocque          | Sans désignation | 84             | 0,3 %  | -     |
| Total                                                                                         | Total                     | Total            | 33 473         | 100 %  |       |
| Le taux de participation lors de l'élection était de 75,1 % et 502 bulletins ont été rejetés. |                           |                  |                |        |       |

|                                                              | Nom                       | Parti               | Nombre de voix | %      | Maj.  |
| ------------------------------------------------------------ | ------------------------- | ------------------- | -------------- | ------ | ----- |
|                                                              | Serge Deslières (sortant) | Parti québécois     | 12 967         | 41,1 % | 3 705 |
|                                                              | Michael Betts             | Action démocratique | 9 262          | 29,3 % | -     |
|                                                              | Jean-Guy Hudon            | Libéral             | 7 679          | 24,3 % | -     |
|                                                              | Éric Desormeaux           | Vert                | 1 061          | 3,4 %  | -     |
|                                                              | Normand Perry             | Québec solidaire    | 600            | 1,9 %  | -     |
| Total                                                        | Total                     | Total               | 31 569         | 100 %  |       |
| Le taux de participation lors de l'élection était de 74,1 %. |                           |                     |                |        |       |

|                                                              | Nom              | Parti               | Nombre de voix | %      | Maj. |
| ------------------------------------------------------------ | ---------------- | ------------------- | -------------- | ------ | ---- |
|                                                              | Serge Deslières  | Parti québécois     | 13 904         | 44,8 % | 639  |
|                                                              | Marc Faubert     | Libéral             | 13 265         | 42,8 % | -    |
|                                                              | Michael Betts    | Action démocratique | 3 338          | 10,8 % | -    |
|                                                              | Réjean Pelletier | Vert                | 506            | 1,6 %  | -    |
| Total                                                        | Total            | Total               | 31 013         | 100 %  |      |
| Le taux de participation lors de l'élection était de 74,3 %. |                  |                     |                |        |      |

## Référendums
|  | Référendum         | % du OUI | % du NON | Taux de participation |
|  | Référendum de 1980 | 43,22 %  | 56,78 %  | 89,66 %               |